# Тридесет и осми конгрес на Македонската патриотична организация
Тридесет и осмият конгрес на Македонските патриотични организации (МПО) се провежда от 6 до 8 септември 1959 година в Чикаго, Илинойс, САЩ. МПО призовава българската православна църква в Америка да протестира срещу опитите за създаване на Македонска православна църква – Охридска архиепископия. Председател на ЦК на МПО остава Методи Чанев, секретар е Любен Димитров. След конгреса няколко делегации на МПО поставят въпроса пред представители на канадското правителство и пред ООН.